# Підводні човни проєкту 667БДР «Кальмар»
| Підводні човни проєкту 667БДР «Кальмар» | Підводні човни проєкту 667БДР «Кальмар»                                | Підводні човни проєкту 667БДР «Кальмар»                                |
| --------------------------------------- | ---------------------------------------------------------------------- | ---------------------------------------------------------------------- |
|                                         |                                                                        |                                                                        |
|                                         |                                                                        |                                                                        |
|                                         |                                                                        |                                                                        |
| Проєкт                                  |                                                                        |                                                                        |
| Тип ПЧ                                  | Підводний човен атомний з балістичними ракетами                        | Підводний човен атомний з балістичними ракетами                        |
| Розробник проєкту                       | ЦКБ МТ «Рубін»                                                         | ЦКБ МТ «Рубін»                                                         |
| Головний конструктор                    | С. М. Ковальов                                                         | С. М. Ковальов                                                         |
| Класифікація НАТО                       | «Delta III»                                                            | «Delta III»                                                            |
| Основні характеристики                  |                                                                        |                                                                        |
| Швидкість (надводна)                    | 14 вузлів (27 км/год)                                                  | 14 вузлів (27 км/год)                                                  |
| Швидкість (підводна)                    | 24 вузлів (47 км/год)                                                  | 24 вузлів (47 км/год)                                                  |
| Робоча глибина занурення                | 390 м                                                                  | 390 м                                                                  |
| Гранична глибина занурення              | 450 м                                                                  | 450 м                                                                  |
| Автономність плавання                   | 90 діб                                                                 | 90 діб                                                                 |
| Екіпаж                                  | 130 осіб                                                               | 130 осіб                                                               |
| Розміри                                 |                                                                        |                                                                        |
| Довжина найбільша (по КВЛ)              | 155 м                                                                  | 155 м                                                                  |
| Ширина корпусу найб.                    | 11,7 м                                                                 | 11,7 м                                                                 |
| Середня осадка (по КВЛ)                 | 8,6 м                                                                  | 8,6 м                                                                  |
| Водотоннажність надводна                | 10600 т                                                                | 10600 т                                                                |
| Озброєння                               |                                                                        |                                                                        |
| Торпедно- мінне озброєння               | 4 носових ТА калібру 533 мм (12 торпед); 2 носові ТА 406 мм (6 торпед) | 4 носових ТА калібру 533 мм (12 торпед); 2 носові ТА 406 мм (6 торпед) |
| Ракетне озброєння                       | 16 шахтних ПУ РБ (З-29Р)                                               | 16 шахтних ПУ РБ (З-29Р)                                               |

Підводні човни проєкту 667БДР «Кальмар» (англ. «Delta III» за  класифікацією НАТО) — серія радянських підводних човнів, атомних ракетних підводних крейсерів стратегічного призначення, пускових комплексів підводного базування для запуску міжконтинентальних балістичних ракет з ядерною головною частиною.

## Історія
Ракета Р-29Р була продовженням вдосконалення ракети Р-29 і відрізнялася від неї наявністю роздільної ГЧ (головної частини) з блоками індивідуального наведення (РГЧ ІН), виготовлялися в комплектації однієї, трьох і семи боєголовок. Під цю ракету, котра збільшилася у розмірах, у 1972 році ЦКБ МТ (морського транспорту) «Рубін» і почало розробляти РПКСП (ракетно-пусковий комплекс стратегічного призначення) 667БДР «Кальмар». За основу для розробок було взято проєкт 667БД «Мурена» (Delta-II). Головний човен проєкту К441 виявився фактично другим за рахунком, бо по цьому проєкту був вже добудований п'ятий човен попереднього проєкту 667БД К-424.
Данний проєкт вирізнявся більш досконалою системою управління озброєнням, акустичним захистом і сучасними засобами РЕО (радіо-електронного оснащення). Також були покращені умови розміщення і роботи екіпажу ПЧ. Було побудовано 14 таких ПЧАРБ, усі будувалися в Сєвєродонецьку, 5 було передано Північному флоту, а усі інші були відправлені до Тихоокеанського флоту. Почали поступати у флоти з 1976 року. Сьогодні в ВМФ РФ перебуває на озброєні лише 4 таких човнів, один з них використовується як носій надмалих підводних човнів.

## Конструкція

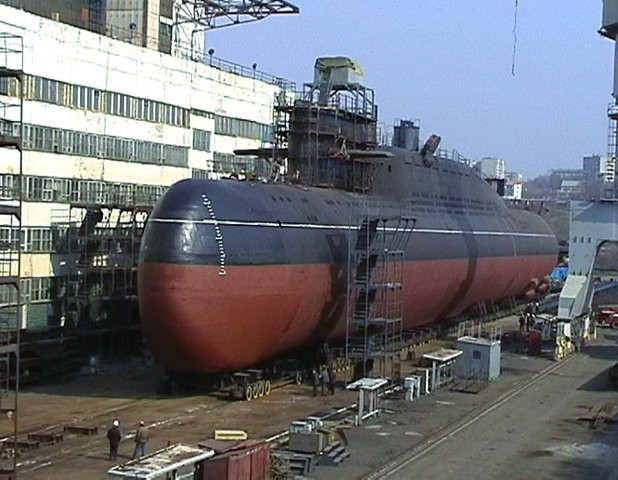
Човен К-433 на ремонті у Великому Камені

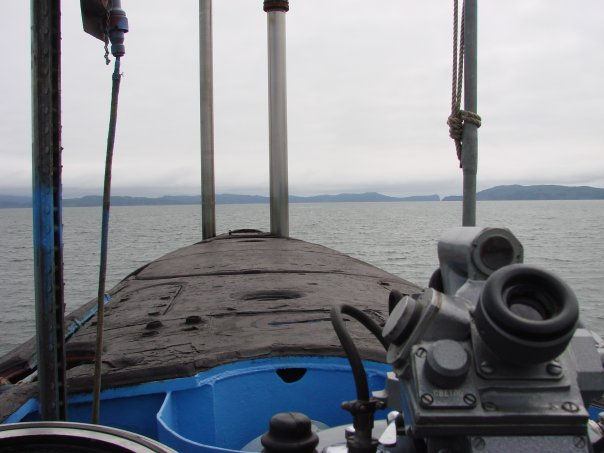
Мостик по-похідному

Конструктивно ПЧ проєкту 667БДР подібний до проєкту 667БД, він був лише дещо довшим і огородження ракетних шахт було збільшено.
Передні горизонтальні рулі знаходяться на огородженні рубки, кормове оперення виконане хрестоподібно. Легкий корпус має характерний для цієї серії «горб» за рубкою, котрий закриває ракетні шахти. Цей «горб» дещо вищий ніж у попередньому проєкті 667БД. В кормовій частині «горба» розміщена буксирована протяжна гідроакустична антена «Параван».
Проєкт двокорпусний. Міцний корпус поділений десятьма переборками на 11 відсіків:
1-й — торпедний;
2-й — акумуляторний и житловий;
3-й — центральний пост, пульт ГЕУ;
4-й — носовий ракетний;
5-й — кормовий ракетний;
5-Бис — житловий;
6-й — дизель-генераторний (відсік допоміжних механізмів);
7-й — реакторний;
8-й — носовий турбінний;
9-й — кормовий турбінний;
10-й — електродвигунний;
11-й — кормовий відсік.

## Корпус
Міцний корпус має зовнішні шпангоути циліндричного перетину. Виготовлений зі сталі АК-29 (товщина 40 мм).

## Енергетичне обладнання
Двовальна ядерна (два водо-водяні реактори ВМ-4С потужністю 90 МВт, дві паротурбіни потужністю 20 000 к.с.), два турбогенератори потужністю 3000 кВт., два дизель-генератори потужністю 3000 кВт., два допоміжні двигуни для носового і кормового кермового пристрою потужністю 460 кВт., дві акумуляторні батареї, свинцево-кислотного типу, по 112 елементів кожна. Два гребних вали з п'ятилопатними гребними гвинтами.

## Радіоелектронне і гідроакустичне обладнання
РЛС ОНЦ, пасивна низькочастотна ГАС, буксирована ГАС «Піраміда», гідролокатор, комплекси радіо електронного пошуку і розвідки, опто-електронний комплекс, радіо-супутникова й інерційна навігаційні системи, системи супутникової і ДХ/СДХ-зв'язку (дві буксировані антени). Засоби льодової розвідки «НОК-1», «НОР», ехольодомір «ЕЛ-3»

## Озброєння

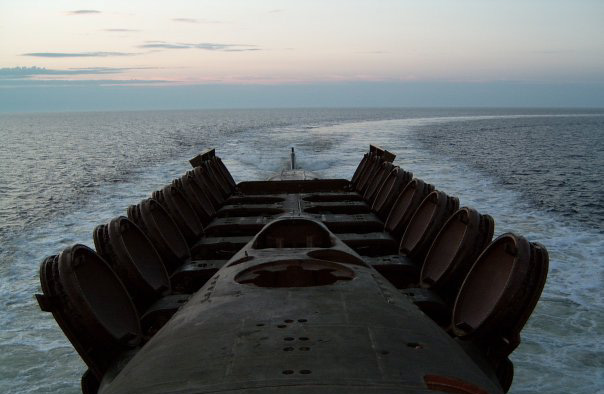
Відкриті люки ракетних шахт

Основне: ракетний комплекс Д-9Р в котрий входить 16 шахтних ПУ міжконтинентальних рідиннопаливний балістичних ракет Р-29Р (класс. NATO — SS-N-18 mod.1/2/3 "Stingray). Система управління дозволяє вистрілювати весь боєкомплект ракет (одним випалом), тобто послідовним запуском ракет з 15 секундним інтервалом. Можливий підводний пуск з глибини до 50 метрів. Ракета прийнята на озброєння ВМФ у 1977 році. Стартова маса 35,3т. ГЧ багатоблочна, роздільна. Кількість бойових блоків 1, 3, 7. Ракета Р-29Р несла три блоки потужність 0,2 мт на відстань 6500 км. Ракета Р-29РЛ один блок потужністю 0,45 мт, на відстань 9000 км. Р-29РК — сім блоків по 0,1 мт на відстань 6500 км. Система наведення астроінерційна забезпечувала максимальне відхилення до 900 м. Довжина ракет 14,1 м, діаметр — 1,8 м

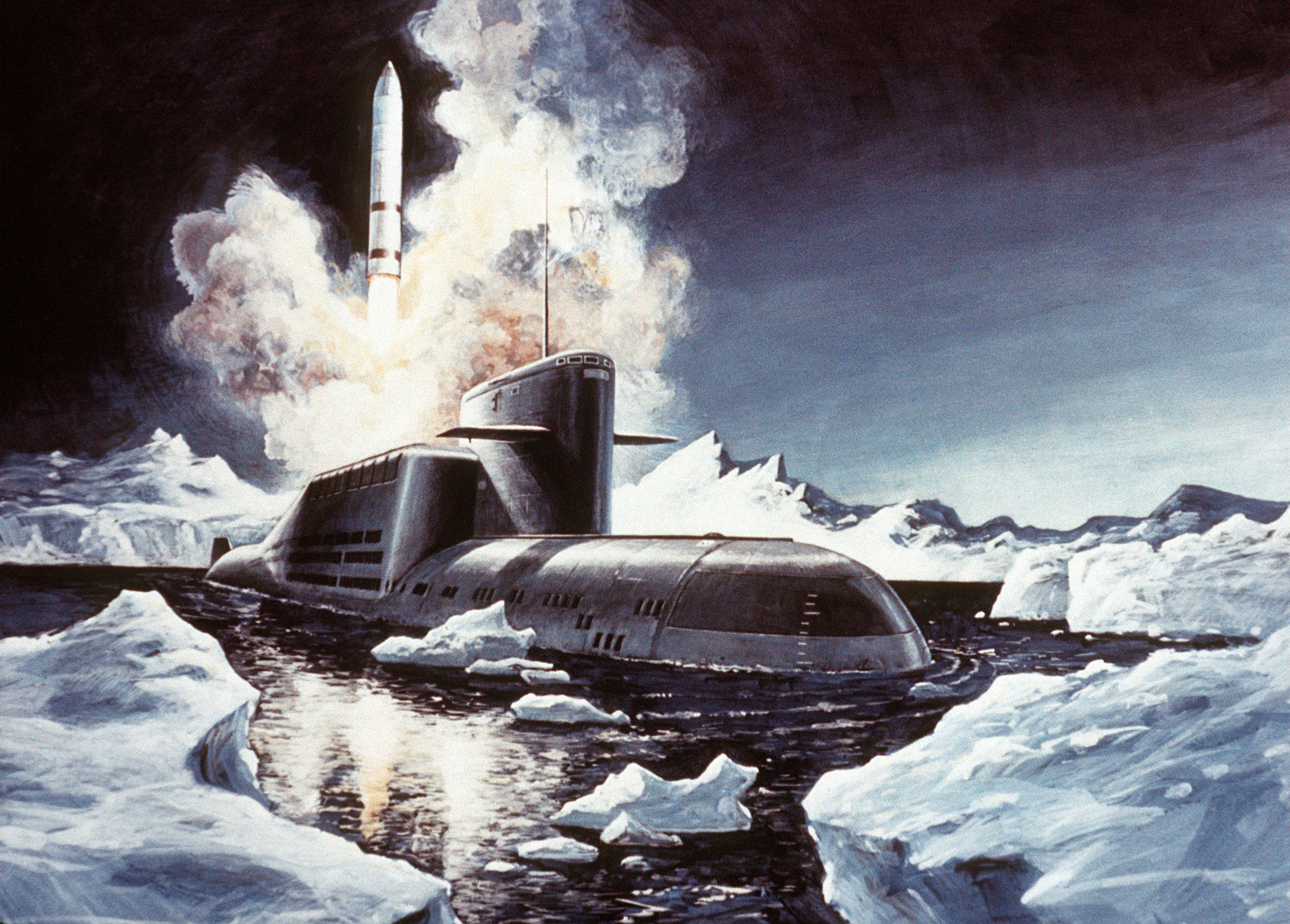
Надводний старт ракети. Ілюстрація

Допоміжне: 4 носових ТА калібру 533 мм (12 торпед); 2 носові ТА 406 мм (6 торпед), торпеди СЕТ-65, ТСЕТ-60М, 53-65К
Торпеда СЕТ-65, протичовнова, прийнята на озброєння у 1965 р., електрична, калібр — 533 мм, довжина — 7,8 м, вага — 1750 кг, вага вибухівки біля 200 кг, швидкість 40 вузлів (76км), детонатор неконтактний з радіусом реагування 10 м.
Торпеда 53-65К, протикорабельна, прийнята на озброєння у 1969 році, газотурбінна перекисно-воднева, калібр 533 мм, довжина — 7,2 м, вага 2070 кг, вага вибухівки біля 300 кг, швидкість — 45 вузлів (85км/год), дальність ходу — 19 км.
Призначений для завдання ракетних ударів по великих військово промислових об'єктах ворога. Носій триступенева рідиннопаливна балістична ракета РСМ-54. Для ближнього бою (до 20 км) використовуються самонаведені електричні та телекеровані електричні торпеди (з самонаведенням).

## Інциденти
- К-421, 11 вересня 1976 року в Білому морі, на глибині 200 м, при швидкості 22 вузли (42км/год), човен вдарився в підводну скалу, але екіпажу вдалося уникнути затоплення човна.
- К-490, 13 квітня 1978 року через відсутність гідроакустичного спостереження відбулося зіткнення з атомоходом К-308 (проєкт 670 «Скат») в підводному положенні.
- К-211, 23 травня 1981 року відбулося зіткнення з ПЧ США класу «Стьоджер» в підводному положенні.

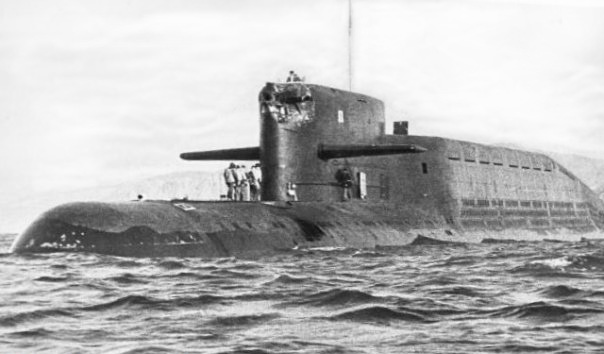
жовтень 1983, човен К433 після зіткнень з «льодом»

- К-433, жовтень 1983 року, в Чукотському морі двічі зіткнувся з великими льодинами, пошкодивши легких корпус в районі рубки і ракетної палуби.
- К-455, 7 червня 1984 року, загинув один матрос, через несанкціоноване спрацювання КСП (корабельної системи пожежогасіння).
- К-44 , 24 липня 1985 року, човен на глибині 80 м, при швидкості 10 вузлів (19 км/год) попав в кошельковий трал.
- К-424, 11 листопада, під час ракетної стрільби з надводного положення відбулося падіння ракети на ракетну палубу, що викликало пожежу, котру погасив пожежний корабель.
- К-129, 14 листопада 1987 року, зіткнення з К-241 і К-485.
- К-223, 14 листопада 2004 року, руйнування трубопроводу подачі повітря спричинило надлишковий тиск, в результаті чого загинув матрос Дмитро Коваль.
- К-433 «Святий Георгій Побєдоносець», 22 вересня 2011 року на рейді в Авачинській бухті зіткнувся з сейнером «Донец».

## Сучасний статус і перспективи
Десять човнів цього проєкту вже виведені з експлуатації та відправлені на брухт. Три входять у Тихоокеанський флот і несуть службу зі штатним озброєнням, один перебудований в носій надмалих підводних човнів.

## Представники
- К-424[ru] заводський № 355, закладений 30.01.1974, спущений на воду 11.02.1976, переданий флоту 30.12.1976, 28.03.1995 утилізований.
- К-441[ru] заводський № 366, закладений 07.05.1974, спущений на воду 25.05.1976, переданий флоту 30.12.1976, 28.03.1995 утилізований.
- К-449, заводський № 367, закладений 19.07.1974, спущений на воду 29.07.1976, переданий флоту 26.12.1976, 2003 утилізований.
- К-455, заводський № 368, закладений 16.10.1974, спущений на воду 16.08.1976, переданий флоту 30.08.1977, 2000 утилізований.
- К-490, заводський № 372, закладений 6.03.1975, спущений на воду 22.01.1977, переданий флоту 30.09.1977, 2006 утилізований.
- К-487, заводський № 373, закладений 09.12.1976, спущений на воду 04.06.1977, переданий флоту 27.12.1977, 1998 утилізований.
- Рязань заводський № 376, закладений 31.01.1980, спущений на воду 19.01.1982, переданий флоту 17.09.1982, з 2011 року на ТОФ
- К-496 «Борисоглєбськ»[ru] заводський № 392, закладений 23.09.1975, спущений на воду 13.08.1977, переданий флоту 30.12.1977, виведений 14.08.2009, з грудня 2008 року утилізований
- К-506 «Зеленоград» заводський № 393, закладений 29.12.1975, спущений на воду 26.03.1979, переданий флоту 30.11.1979, виведений зі складу ТОФ в червні 2010.
- К-211 «Петропавловськ-Камчатський», заводський № 394, закладений 19.04.1979, спущений на воду 13.12.1979, переданий флоту 28.08.1980, в листопаді 2010 року передана на утилізацію (ДВЗ «Звезда» м. Большой Камень).
- К-223 «Подольськ»[ru] заводський № 395, закладений 19.02.1977, спущений на воду 30.04.1979, переданий флоту 27.11.1979, з 23 січня 1980 року в складі ТОФ
- К-180, заводський № 396, закладений 27.04.1980, спущений на воду 08.11.1980, переданий флоту 25.08.1981, 2003 утилізована
- К-433 «Святий Георгій Побєдоносець»[ru] заводський № 397, закладений 24.08.1979, спущений на воду 20.06.1980, переданий флоту 15.12.1980, в складі ТОФ
- БС-136 «Оренбург», заводський № 398, закладений 09.04.1979, спущений на воду 15.04.1981, переданий флоту 05.11.1981, модернізований в носій надмалих ПЧ, перебуває в ремонті на Північному флоті